# Vyšná Pisaná
Vyšná Pisaná (in ungherese Felsőhímes) è un comune della Slovacchia facente parte del distretto di Svidník, nella regione di Prešov.